# Bombardamento di Treviso
Il bombardamento di Treviso avvenne il 7 aprile 1944 da parte di bombardieri americani. L'attacco provocò circa 1.600 vittime fra i civili (1.000 per altre fonti) e ingenti distruzioni e danneggiamenti del patrimonio edilizio, compresi i principali monumenti storici e artistici.

## Il bombardamento
All'inizio del 1944, dopo lo Sbarco in Sicilia, gli alleati avevano sperimentato come il bombardamento di nodi di comunicazione ferroviari fosse una strategia efficace nel bloccare la logistica delle difese italiane. Per questo fu deciso di attaccare anche tutte le infrastrutture presenti nel territorio nazionale ancora sotto il controllo tedesco e della Repubblica Sociale Italiana. Tuttavia, il ricorso al bombardamento a tappeto delle città non era un'opzione esclusa e anzi era caldeggiata dal Bomber Command della RAF dopo i lievi danni provocati da azioni troppo mirate su obiettivi strategici.
Utilizzando le basi aeree in Puglia, gli aerei della 15th Air Force dell'aviazione statunitense iniziarono le loro missioni contro obiettivi nel nord Italia, Austria, Jugoslavia e Germania, infliggendo severi danni all'industria militare tedesca.
Il 7 aprile 1944 circa 400 bombardieri B-17 e B-24, scortati da P-47 e P-38, decollarono alla volta di più destinazioni: i B-17 si diressero su Treviso mentre i B-24 su Mestre e Bologna.
Il bombardamento avvenne il giorno di venerdì santo, che fu definito dai giornali del tempo "passione di Cristo e di Treviso". L'incursione, molto breve e devastante, fu segnalata dalle sirene antiaeree intorno alle 13.00 e si protrasse dalle 13.24 alle 13.29, ad opera di 159 Fortezze Volanti statunitensi (scortati da un'altrettanto ingente formazione di Lightning che comunque non trovarono opposizione da parte di aerei avversari), che sganciarono circa 2.636 bombe con obiettivo la stazione ma che si sparsero comunque su gran parte della città. Interi quartieri residenziali furono rasi al suolo dalle bombe e dagli incendi; le macerie continuarono a fumare per due settimane. Le ricerche delle vittime continuarono a lungo e fu necessario l'utilizzo di calce e disinfettante per limitare gli effetti della decomposizione dei corpi.

## Vittime
Anche se le cifre sui morti a seguito del bombardamento sono state in passato discordanti, la stima è attualmente piuttosto definita: gli storici Marco Gioannini e Giulio Massobrio, nel loro libro Bombardate l'Italia. Storia della guerra di distruzione aerea 1940-1945, stimano invece circa 1600 vittime. In realtà (come accaduto a Dresda) è difficile quantificarle, anche perché si contrapponevano due fenomeni: talvolta le autorità tendevano a "gonfiare" le cifre per ovvi motivi di propaganda contro il nemico; ma se ciò non avveniva, le stime ufficiali tendevano al ribasso, perché molti dei corpi restavano sotto le macerie dei quartieri distrutti. Inoltre nel dopoguerra si sono sommate le vittime di tutti i bombardamenti che Treviso subì, insieme ai dati degli edifici distrutti: la percentuale dell'80% della città distrutta si raggiunse solo nel 1945, non il 7 aprile 1944. La chiesa di santa Maria Maggiore, conosciuta dai trevigiani come "Madona Granda", per esempio, fu bombardata nel marzo 1945.
Secondo gli archivi del Comune di Treviso, le vittime civili dei bombardamenti sulla città sarebbero state in tutto 1600, di cui 1470 nel solo bombardamento del 7 aprile 1944 (le vittime civili delle incursioni successive sarebbero così distribuite: 15 il 14 maggio 1944; 25 il 20 ottobre 1944; 15 il 20 dicembre 1944; 20 il 22 dicembre 1944; 6 il 25 dicembre 1944; 10 il 27 dicembre 1944; 10 l'11 gennaio 1945; 2 il 15 gennaio 1945; 4 il 31 gennaio 1945; 15 il 13 marzo 1945). Ciò renderebbe il bombardamento subito da Treviso il 7 aprile 1944 la seconda incursione più sanguinosa subita da una città italiana, dopo quello subito da Roma il 19 luglio 1943 che causò tra le 1600 e le 3200 vittime. (In termini di vittime complessive causate dai tutti i bombardamenti subiti durante il conflitto, Treviso è invece "superata" da diverse altre città italiane, tra cui Milano, Torino, Genova, Napoli, Palermo, Bologna e Foggia).
Resta comunque da chiarire il numero dei morti tra i militari tedeschi, presenti in circa 5.000 unità e distribuiti in varie zone della città. Come da numerose testimonianze dell'epoca, molti di loro perirono nell'incursione, in special modo nella zona di piazza S. Andrea all'interno di un ricovero antiaereo e anche nell'albergo "Stella D'Oro", indicato da molti come il vero obbiettivo dell'incursione alleata.
L'operazione non fu del tutto indolore per gli Alleati che vennero investiti dalle potenti batterie antiaeree tedesche con uno sbarramento di fuoco definito intenso e accurato, dato dalla presenza di ben 15 postazioni di contraerea Flak, che contava ben 200 pezzi di artiglieria, dislocati in una fascia tutta attorno alla città di Treviso, a una distanza di 5 km dal centro cittadino con 90 cannoni flak da 88 mm e 110 mitragliere da 22 e 37 mm . Tra gli equipaggi dei bombardieri si contarono un morto, quattordici feriti di cui quattro gravi e un B-17 abbattuto.
Nel tempio della Madonnetta in località Santa Maria del Rovere, sono presenti due lapidi per ricordare i 123 bambini deceduti durante il bombardamento; nel pomeriggio di tale giorno lì viene celebrata una Santa Messa di ricordo alla presenza di autorità civili e religiose.

## Cause del bombardamento
Nel dopoguerra, gli Stati Uniti d'America diedero i documenti che fornivano la motivazione in merito al bombardamento di Treviso: esso rientrava nel piano "Strangle" (strangolamento) che vedeva il bombardamento dei nodi ferroviari per bloccare i rifornimenti dalla Germania; già nel 1943 erano state scattate fotografie della stazione di Treviso e della città dove venivano segnati i luoghi di interesse storico- artistico da non colpire. Risulta improbabile la confusione di nomi tra Tarvisio e Treviso, così come fosse in corso una riunione di gerarchi nazisti, tra cui Kesselring, all'hotel "Stella d'oro": queste erano le notizie diffuse dalla propaganda e dalle persone del posto che non potevano conoscere i piani e nemmeno le strategie. Molte testimonianze dei sopravvissuti furono confuse e imprecise: identificarono come "Spitfire" i caccia a doppia deriva che in realtà erano i P-38 Lightning, oppure come B-24  i ben più grandi B-17. Proprio la stazione e lo scalo merci Motta, il 7 aprile 1944, erano l'obiettivo della missione. Come avvenuto in altri catastrofici bombardamenti - Roma e Terni, per esempio - non ci fu un'intenzione di distruggere la città. Più semplicemente, quello che per l'USAAF era "bombardamento di precisione" era in realtà alquanto impreciso: un bombardamento "riuscito" e "preciso" lo era se almeno il 50% delle bombe cadeva entro 305 metri dall'obiettivo; il Palazzo dei Trecento, per esempio, è a 700 metri dall'obiettivo, in un'area che era facilmente soggetta alla caduta di molte bombe anche in un'incursione "concentrata". Il sistema di puntamento usato all'epoca, il Norden, era all'avanguardia ma in presenza di cortine fumogene e contraerea l'aereo bombardiere doveva alzarsi di quota e ciò rendeva più ampia l'area da bombardare. Inoltre le formazioni dette Combat box sganciavano le bombe su una vasta area: era inevitabile che parte del centro storico fosse colpito.
Più di una volta le bombe, sganciate in maniera imprecisa, devastavano i centri abitati e questo successe anche a Treviso, con esito catastrofico. La consultazione degli archivi storici dell'aeronautica militare statunitense ha permesso la pubblicazione del libro "Obiettivo Venerdì Santo - Il bombardamento di Treviso del 7 aprile 1944" a cura dell'Assessorato alla Cultura del comune di Treviso.
Infine, il bombardamento della popolazione civile non era escluso e anzi considerato come incentivo alla popolazione a reagire contro un governo incapace di difenderla. Si consideri anche che, a quella data, l'Italia di Salò era a tutti gli effetti una nazione nemica e non beneficiava delle stesse cautele che gli alleati avevano riservato alla popolazione francese.

## Ricorrenza
Ogni 7 aprile il bombardamento viene ricordato in piazza dei Signori da autorità civili, religiose e militari alle ore 13.05. Tra queste figura l'associazione "Treviso 7 aprile 1944", che ha fatto ripristinare questa usanza che ormai da molti anni era finita nel dimenticatoio. Le autorità presenti alla cerimonia restano in silenzio ascoltando la lettura di alcune poesie sul bombardamento, scritte da vari autori trevigiani e accompagnate da un sottofondo musicale al violino. La campana del cosiddetto Campanón de 'l cànpo (ovvero la Torre Civica) suona a lutto per un tempo lungo tanto quanto lo fu quel tragico avvenimento, cioè 7 minuti. Durante i 7 minuti in cui viene ricordato il bombardamento in molti, se possono, cercano di interrompere la propria attività per partecipare al breve momento di raccoglimento. La bandiera bianca e celeste che svetta sul campanile di Piazza dei Signori viene lasciata a mezz'asta durante tutta la giornata.

## Galleria d'immagini

Via Paris Bordone dopo il bombardamento; sullo sfondo, le cupole del Duomo.
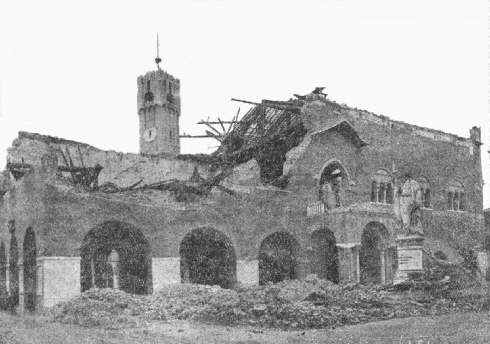
Il palazzo dei Trecento, uno dei simboli della città.
Le condizioni del Museo civico Luigi Bailo.